# Afghaanse windhond
De Afghaanse windhond is een hondenras uit de groep van windhonden. Hij werd gebruikt om op wild te jagen, maar is tegenwoordig ook familie- en waakhond en soms wel schapenhoeder. Rond 1900 kwamen de eerste Afghaanse windhonden naar Europa, en werden meteen bekend door hun optredens als ren- en tentoonstellingshond. Tegenwoordig geniet hij nog steeds bekendheid als tentoonstellingshond, maar de populariteit is een beetje afgenomen waardoor hij zeldzamer aan het worden is.

## Beschrijving

### Uiterlijk
De Afghaanse windhond is een middelgrote, harmonisch gebouwde windhond. De reuen hebben een schofthoogte van 68 tot 74 centimeter, teven meten 63 tot 69 cm. De Afghaanse windhond mag in alle kleuren voorkomen. Hij heeft een zeer lange vacht, behalve bij de neus, daar is het haar kort. De vacht heeft een zeer fijne structuur op de borstkas. De Afghaanse windhond heeft vrij grote voeten.

### Karakter
De Afghaanse windhond is vrij onafhankelijk en heeft een levendige, vriendelijke maar gevoelige aard. Hoewel ze enigszins afstandelijk zijn, verlangen ze toch naar hun baas als die afwezig is. Afghaanse windhonden hebben zoals alle honden die tot de rasgroep van de windhonden behoren, heel veel beweging nodig.

#### Waakhond
De Afghaanse Windhond is een prima waakhond. Als een onbekende indringer zijn waarschuwende gegrom negeert, zal de Afghaan niet schromen zijn sterke tanden te gebruiken.

## Gezondheid

### Levensduur
Onderzoek in Groot-Brittannië heeft uitgewezen dat Afghaanse Windhonden gemiddeld 12 jaar oud worden. Dit is vergelijkbaar met andere hondenrassen van ongeveer dezelfde grootte.

## Herkomst
De Afghaanse windhond heeft een zeer oude geschiedenis. Het ras, dat ooit Kabulhond werd genoemd, werd 4000 jaar geleden al afgebeeld op Afghaanse tekeningen en is ook te zien op een Grieks wandtapijt dat dateert uit de 6e eeuw v. Christus. Hij werd in Afghanistan al eeuwenlang gebruikt als jachthond. Er bestonden oorspronkelijk twee rassen, de vlakte-Afghaan en de berg-Afghaan. De vlakte-Afghaan werd gebruikt in de vlakke gebieden om te jagen op hazen, antilopen, gazelles, wolven en sneeuwluipaarden. De berg-Afghaan werd gebruikt in de bergen om op steenbokken en bergherten te jagen en stamt oorspronkelijk af van de Quintus Canem. Rond 1900 kwamen de eerste Afghanen naar Engeland, om vervolgens zich te verspreiden over Europa. In Engeland werd er een rasstandaard ontwikkeld, waardoor we nu nog maar één soort kennen.

## Verzorging

### Vacht
De lange, zijdezachte vacht van een Afghaan moet beslist dagelijks verzorgd worden. Dit ras is daarom niet geschikt voor mensen die het borstelen en verzorgen van de vacht als een noodzakelijk kwaad zien. De fokker of een hondentrimmer kan het beste uitleggen hoe men de vacht in optimale conditie kan houden.
Jonge Afghaanse windhonden hebben korte, donzige vachten die weinig onderhoud vereisen. Ze blijven echter niet lang zo. De lange, zijdeachtige vacht van een volwassen Afghaan heeft regelmatig verzorging nodig. Enkele uren per week borstelen zijn nodig om het haar vrij te houden van klitten en matten, en om eventueel vuil te verwijderen. Regelmatig baden, met shampoo en conditioner, is ook vereist.

## Populariteit

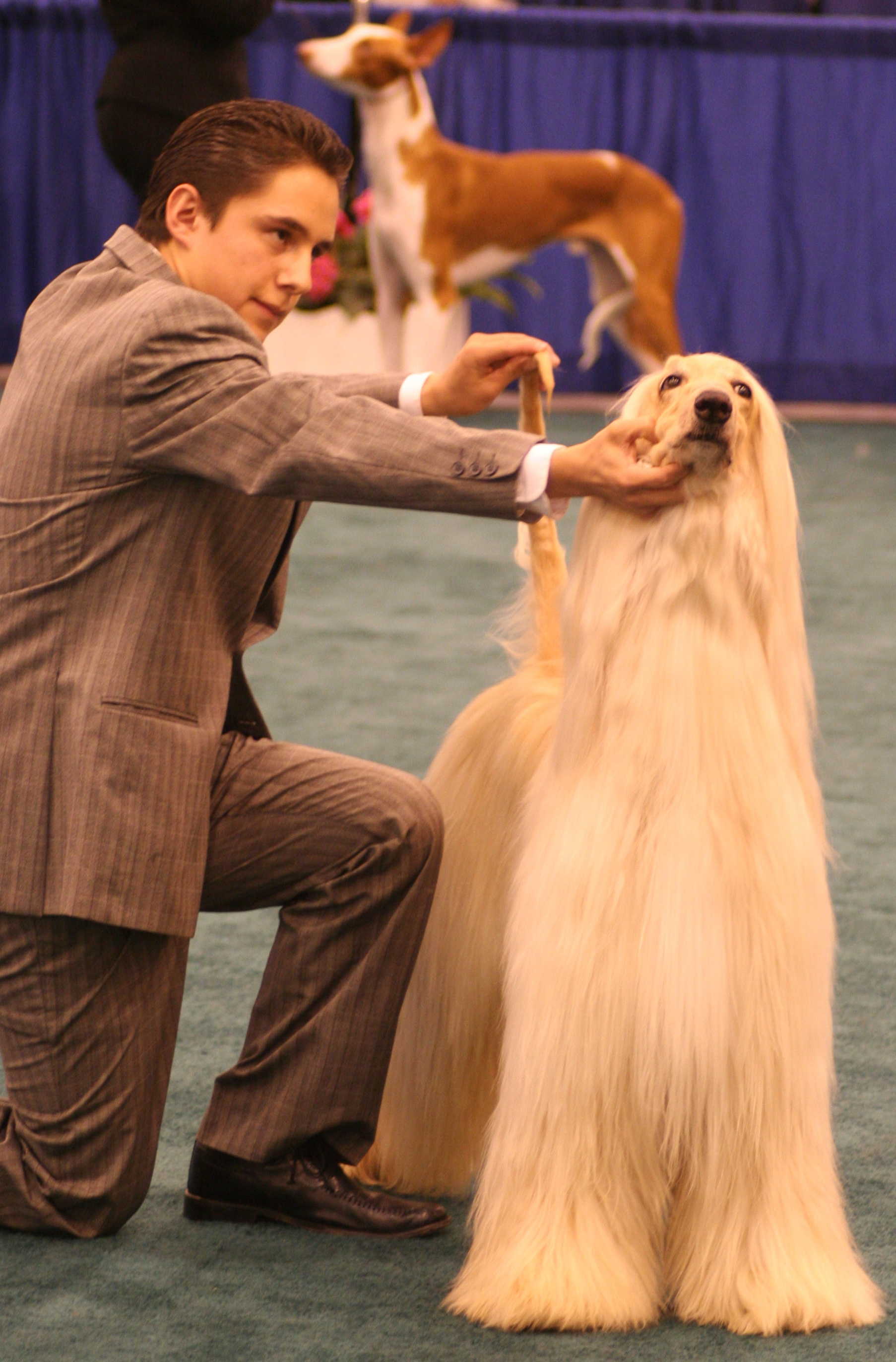
De Afghaanse windhond tijdens een hondenshow.

De Afghaanse windhond komt voor in de animatiefilms waaronder, Balto (als Sylvie) en Lady en de Vagebond II: Rakkers Avontuur (als Ruby). De Afghaanse windhond verscheen ook in de 101 Dalmatiërs. Ook in krantenadvertenties en in modebladen wordt de hond regelmatig afgebeeld.
Op 3 augustus 2005 heeft de Koreaanse wetenschapper Hwang Woo-Suk aangekondigd dat zijn team van onderzoekers met succes de eerste hond hadden gekloond, een Afghaanse windhond, genaamd Snuppy, die de eerste gekloonde hond werd in de geschiedenis.